# Kattarps kyrka
Kattarps kyrka är en kyrkobyggnad i Kattarp. Den är församlingskyrka i Välinge-Kattarps församling i Lunds stift.

## Kyrkobyggnaden
Kyrkan är uppförd i romansk stil och byggdes av sten i slutet av 1100-talet eller början av 1200-talet. Den har vitkalkade fasader och har till största delen rundbågiga fönster. På 1400-talet försågs den med valv och ett trappgavelförsett torn. Kyrkan kom att förändras kraftigt med start under 1700-talets andra hälft. Hur kyrkan sett ut innan ombyggnaderna avslöjas genom en beskrivning från 1729, enligt vilken kyrkans långhus var endast två valv långt och tornet lägre än dagens. I öster hade kyrkan en lägre korutbyggnad med ett halvrunt absid.
Den första ombyggnaden skedde 1769, då tornet höjdes med 6 alnar och försågs med nya trappgavlar. Den största förändringen skedde dock under åren 1853–1854, då kyrkan hade blivit för liten för församlingen och man funderade på att helt bygga om kyrkan. Man kallade in arkitekturprofessor Carl Georg Brunius från Lund, som dock lyckades avstyra rivningen. Istället restaurerades kyrkan efter Brunius ritningar, vilket resulterade i en förlängning av skeppet genom de två korsarmarna. Detta krävde att Brunius även utformade ett nytt kor i öster. Koret gjordes halvrunt interiört och tresidigt exteriört. Korsarmarnas gavlar är dock inte trappstegsförsedda som tornet, utan släta, och dess gavelrösten pryds av djupa blinderingar, som närmast liknar nischer. Gavelröstena var ursprungligen i blottat tegel, typiskt för Brunius, men kalkades senare över. Ur den norra korsarmen skjuter ännu en byggnad på vilken man kan finna en portal med trappstegsgavlar. Interiört gjordes ytterligare förändringar år 1915 av Theodor Wåhlin och 1951 av Gustav W. Widmark. Kyrkogården inhägnas av häck och murverk.

## Inventarier
Kyrkan fick åren 1612 och 1618 nytt altare respektive ny predikstol, båda med snidade och målade i rik renässansstil. Dessa ersattes dock 1750 av enklare dito och vid ombyggnaden 1853–54 togs dessa bort. Predikstolen ersattes med en ny i massiv mahogny, utförd av snickare A. Ekelund från trakten. Träet målades över på 1890-talet, men återställdes vid Wåhlins restaurering 1915. De nuvarande sniderierna utfördes vid restaureringen 1951 av konstnären Ralph Bergholtz. De är ifyllda av guld och föreställer Moses och fyra profeter från Gamla testamentet, samt Jesus och de fyra evangelisterna från Nya testamentet.
Koret var efter Brunius restaurering ljust och enkelt. Själva altaret pryddes endast av ett enkelt kors och bakom detta stod ett genombrutet skrank. På 1890-talet byggdes altaret om för att ge plats åt en gipsreplika av Bertel Thorvaldsens Den återuppståndne Kristus. År 1911 donerades en ny altartavla till kyrkan av konstnären Nils Forsberg, som efter en ombyggnad av altarväggen vid restaureringen 1915 fick sin plats vid altaret.
Nattvarskalken i förgyllt silver skänktes till kyrkan 1648 av Jakob och Hilleborg Grubbe, samt Kristoffer och Maren Ulfeldt. Ljuskronan i tornrummets valv härstammar från 1772, då den skänktes till kyrkan av rusthållaren Sten Pärsson och dennes hustru Gunilla Gunnaresdotter.

### Orgel
- 1870 byggde Anders Victor Lundahl, Malmö en orgel med 12 stämmor.
- Den nuvarande orgeln byggdes 1950 av A. Mårtenssons Orgelfabrik AB, Lund och är en pneumatisk orgel. Orgeln har fria kombinationer, fasta kombinationer och automatisk pedalväxling.

| Manual I      | Manual II           | Pedal             | Koppel   |
| Principal 8'  | Rörflöjt 8´         | Subbas 16´        | I/P      |
| Gedackt 8'    | Viola di Gamba 8'   | Kvintadena 8'     | II/P     |
| Oktava 4'     | Gemshorn 4'         | Principalflöjt 4' | II/I     |
| Rörflöjt 4'   | Sifflöjt 2'         | Nachthorn 2'      | II 16'/I |
| Kvinta 2 2/3' | Blockflöjt 2'       |                   | II 4'/I  |
| Oktava 2'     | Sesquialtera 2 chor |                   |          |
| Mixtur 5 chor | Krumhorn 8'         |                   |          |